# Megáli Vrýsi
Megáli Vrýsi är en ort i Grekland.   Den ligger i prefekturen Nomós Kilkís och regionen Mellersta Makedonien, i den norra delen av landet, 300 km norr om huvudstaden Aten. Megáli Vrýsi ligger 113 meter över havet och antalet invånare är 497.
Terrängen runt Megáli Vrýsi är huvudsakligen platt, men åt nordost är den kuperad. Runt Megáli Vrýsi är det ganska tätbefolkat, med 58 invånare per kvadratkilometer. Närmaste större samhälle är Kilkis, 6,8 km öster om Megáli Vrýsi. Trakten runt Megáli Vrýsi består till största delen av jordbruksmark.